# Norvellina novica
Norvellina novica är en insektsart som beskrevs av Medler 1943. Norvellina novica ingår i släktet Norvellina och familjen dvärgstritar. Inga underarter finns listade i Catalogue of Life.